# بطولة القتال النهائية
بطولة القتال النهائية (بالإنجليزية: Final Fight Championship) هي عبارة عن شركة لترويج فنون القتال المختلطة تأسست في عام 2003. يقع المقر الرئيسي للشركة في لاس فيغاس، نيفادا، الولايات المتحدة، بالإضافة إلى مكتب أوروبي في زغرب، كرواتيا.

## وصلات خارجية
- الموقع الرسمي